# Auzat-la-Combelle

Auzat-la-Combelle este o comună în departamentul Puy-de-Dôme, Franța. În 1 ianuarie 2022 avea o populație de 1.953 de locuitori.